# Mary Lamb
Mary Anne Lamb (ur. 3 grudnia 1764 w Londynie, zm. 20 maja 1847 tamże) – angielska pisarka, siostra Charlesa Lamba, z którym współpracowała. Wspólnie napisali Tales from Shakespeare (1807). Chora psychicznie, zabiła swoją matkę. 